# GPX6
GPX6 (англ. Glutathione peroxidase 6) – білок, який кодується однойменним геном, розташованим у людей на короткому плечі 6-ї хромосоми. Довжина поліпептидного ланцюга білка становить 221 амінокислот, а молекулярна маса — 24 971.
| 10         |  | 20         |  | 30         |  | 40         |  | 50         |
| ---------- |  | ---------- |  | ---------- |  | ---------- |  | ---------- |
| MFQQFQASCL |  | VLFFLVGFAQ |  | QTLKPQNRKV |  | DCNKGVTGTI |  | YEYGALTLNG |
| EEYIQFKQFA |  | GKHVLFVNVA |  | AYGLAAQYP  |  | ELNALQEELK |  | NFGVIVLAFP |
| CNQFGKQEPG |  | TNSEILLGLK |  | YVCPGSGFVP |  | SFQLFEKGDV |  | NGEKEQKVFT |
| FLKNSCPPTS |  | DLLGSSSQLF |  | WEPMKVHDIR |  | WNFEKFLVGP |  | DGVPVMHWFH |
| QAPVSTVKSD |  | ILEYLKQFNT |  | H          |  |            |  |            |

A: Аланін

C: Цистеїн

D: Аспарагінова кислота

E: Глутамінова кислота

F: Фенілаланін

G: Гліцин

G: UГліцин

H: Гістидин

I: Ізолейцин

K: Лізин

L: Лейцин

M: Метіонін

N: Аспарагін

P: Пролін

Q: Глутамін

R: Аргінін

S: Серин

T: Треонін

V: Валін

W: Триптофан

Кодований геном білок за функціями належить до оксидоредуктаз, пероксидаз. 
Секретований назовні.